# Spettrofotometria XRF
In chimica, la spettrofotometria XRF (X-ray fluorescence spectroscopy o X-ray fluorescence) è una tecnica di analisi non distruttiva che permette di conoscere la composizione elementale di un campione attraverso lo studio della radiazione di fluorescenza X. Tale radiazione è emessa dagli atomi del campione in seguito a eccitazione (che può dare anche effetto fotoelettrico), che si ottiene tipicamente irraggiando il campione con raggi X e gamma ad alta energia; effetti analoghi si hanno utilizzando fasci di ioni.
È ampiamente utilizzata in chimica analitica, tecnologie alimentari, geologia, biologia, medicina, fisica dell'atmosfera, metallurgia, studio dei beni culturali.

## Principi chimico-fisici

Fluorescenza X: il fotone incidente (verde) promuove un elettrone ad uno stato di energia maggiore. La lacuna viene colmata da un altro elettrone, che libera energia attraverso un fotone di fluorescenza (rosso).

Denominazione degli stati elettronici e delle righe di emissione.

Quando un atomo del campione è esposto a radiazione incidente di energia opportuna vi è una certa probabilità che un elettrone, inizialmente in uno stato di energia {\displaystyle E_{1}} sia da esso espulso producendo una lacuna; questo fenomeno è noto come effetto fotoelettrico. Il sistema viene a trovarsi in una condizione fuori equilibrio, che può essere ristabilito quando un altro elettrone di energia {\displaystyle E_{2}>E_{1}} sostituisce il posto lasciato vuoto liberando un fotone di energia {\displaystyle E=E_{2}-E_{1}}. Non tutte le transizioni tra stati elettronici sono ammesse, ma solo quelle che soddisfano le regole di selezione previste dalla meccanica quantistica. Il termine fluorescenza si riferisce al fatto che in seguito all'irraggiamento si ottiene una riemissione di radiazione con lunghezza d'onda maggiore di quella incidente.
La radiazione di fluorescenza emessa da un elemento chimico presenta uno spettro caratteristico con righe ad energie note e tabulate, che dipendono dal suo spettro di livelli energetici e che lo rendono in linea di principio riconoscibile da ogni altro elemento. I livelli energetici atomici sono indicati con la notazione tradizionale, associando alle shell le lettere K, L, M... partendo dalla più interna verso la più esterna. Le righe d'emissione si indicano con la lettera della shell verso la quale si compie la transizione. Per distinguere le righe della stessa famiglia si assegnano le lettere dell'alfabeto greco {\displaystyle \alpha }, {\displaystyle \beta }, {\displaystyle \gamma }... in ordine di energia crescente (es. la riga {\displaystyle L_{\alpha }} è la meno energetica tra le righe corrispondenti alle transizioni verso la shell L).
Le energie generalmente utilizzate (decine di KeV) coinvolgono quasi esclusivamente gli elettroni di core. Questo aspetto giustifica la non distruttività della tecnica (i legami chimici non vengono alterati) e il carattere prettamente elementale dell'analisi sul campione.

## Analisi XRF quantitativa
Dall'esame della fluorescenza X caratteristica emessa dagli atomi si identificano con sicurezza gli elementi chimici. L'aspetto significativo degli spettri X di emissione degli atomi è che essi variano con grande regolarità in funzione del numero atomico, come ben mostrato da Henry Moseley. In genere, vengono rilevati tutti gli elementi chimici aventi peso atomico superiore o uguale a quello del sodio.
Questo metodo di indagine ha avuto un grande impulso con l'introduzione dei i rivelatori di particelle a stato solido, soprattutto a partire dagli anni '70.
In diretta connessione con lo sviluppo di tali rivelatori, si è avuto pure un grande sviluppo nel campo delle misure di ionizzazione atomica (fenomeno che precede sempre l'emissione X) per bombardamento con protoni, particelle alfa o più raramente ioni di atomi più pesanti.
Tale tecnica è indicata come PIXE (Particle induced X-ray emission).
Con il nome XRF (X-Ray Fluorescence) si indica, per convenzione, la tecnica di analisi nella quale la radiazione ionizzante che provoca l'emissione della fluorescenza caratteristica è costituita ancora da raggi X. Questi possono essere prodotti da un tubo o, per i sistemi portatili, essere emessi da radioisotopi (Fe-55, Cd-109, Am-241). A partire dagli anni '90 del secolo scorso, però, sono disponibili apparecchi di piccole dimensioni o portatili che usano piccoli tubi RX, in luogo dei radioisotopi, per l'eccitazione.
Si distinguono due sistemi principali per Analisi XRF:
1. XRF a dispersione di lunghezza d'onda (acronimo WD XRF). In questa tecnica, la radiazione emessa (Fluorescenza) viene dispersa geometricamente da un cristallo, in modo che le diverse energie, cioè le diverse righe dello spettro, possano essere rilevate in funzione dell'angolo di dispersione, analogamente a quanto avviene con un comune spettrofotometro UV-VIS.
2. XRF a dispersione di energia (acronimo ED XRF): in questo caso, la radiazione fluorescente, emessa dal campione in analisi, viene tutta raccolta da un detector, per lo più a stato solido, tipicamente un semiconduttore, ad esempio Silicio driftato Litio. Questo detector è in grado di trasformare i fotoni X a differente energia in impulsi elettrici di differente intensità che, raccolti e analizzati elettronicamente, consentono di ricostruire ed analizzare lo spettro XRF del campione.

La WD XRF presenta vantaggi di migliore risoluzione di elementi con righe di emissione vicine, soprattutto nella regione dei bassi numeri atomici. Tuttavia richiede per lo più elevate potenze dei tubi di eccitazione e le apparecchiature sono più grandi e costose.
La ED XRF ha il vantaggio di fornire analisi simultanea di molti elementi e consente di produrre strumenti anche di piccole dimensioni o portatili.
Il principio della ED XRF è impiegato anche nella microanalisi, cioè nell'analisi di piccolissime parti di campione che si realizza con un microscopio elettronico a scansione (SEM). In questo caso, l'eccitazione del campione è prodotta dallo stesso fascio elettronico che si utilizza per generare l'immagine del campione
L'analisi qualitativa è possibile mediante l'identificazione delle righe X caratteristiche di emissione di ogni elemento chimico, mentre l'analisi quantitativa richiede una opportuna elaborazione dei dati di intensità delle diverse righe X emesse correlati con le analoghe emissioni di campioni standard contenenti quantità conosciute dell'elemento da stimare.

## XRF a riflessione totale (TR-XRF)
Una evoluzione degli apparati XRF è stata realizzata con i sistemi TR-XRF (Total Reflection X Ray Fluorescence) in cui i raggi X emessi dal tubo radiogeno vengono indirizzati verso il campione con un piccolissimo angolo di incidenza. Tale tecnica permette di abbassare notevolmente il livello minimo rivelabile (Minumum Detection Limit, MDL), avvicinando questa tecnica alle caratteristiche delle tecniche più sensibili. 

Data la loro natura estremamente penetrante tali radiazioni sono state utilizzate fin dalla loro scoperta per effettuare osservazioni "non invasive" di liquidi biologici per fini diagnostici, ma anche per esaminare il contenuto di involucri sigillati, divenendo una delle tecniche di controllo non distruttivo per eccellenza. La TR-XRF è un'ottima tecnica di analisi per:
- campioni medici/veterinari: ad esempio plasma, liquidi sinoviali;
- ambientali: ad esempio acqua di qualsiasi provenienza, petrolio;
- alimentari: ad esempio latte, olio, vino, birra.

Per i campioni solidi negli ultimi anni sono stati sviluppati dei sistemi XRF con raggi X polarizzati per abbassare il livello
minimo di rivelabilità.